# لی یانان
لی یانان (انگلیسی: Li Yanan؛ زادهٔ ۲۷ آوریل ۱۹۹۴)  جودوکار زن اهل چین است. وی در بازی‌های المپیک تابستانی ۲۰۲۰ شرکت کرده‌است.